# Vicariato apostólico de Puerto Saíd
El vicariato apostólico de Puerto Saíd (en latín: Vicariatus Apostolicus Portusaidensis) fue una circunscripción eclesiástica de la Iglesia católica en Egipto. Se trataba de un vicariato apostólico latino, inmediatamente sujeto a la Santa Sede, suprimido el 30 de noviembre de 1987 y cuyo título es conservado unido al vicariato apostólico de Alejandría de Egipto.

## Territorio y organización
El vicariato apostólico extendía su jurisdicción sobre los fieles católicos de rito latino residentes en parte de Egipto, comprendiendo la región del Canal de Suez y la península del Sinaí.
La sede del vicariato apostólico se encontraba en la ciudad de Puerto Saíd, en donde se halla la Catedral de María Reina del Mundo (conocida como la Catedral francesa), que hoy es concatedral del vicariato apostólico de Alejandría de Egipto.
En 1980 en el vicariato apostólico existían 3 parroquias.

## Historia
El vicariato apostólico del Canal de Suez (Vicariatus apostolicus Canalis Suesiis) fue erigido el 12 de julio de 1926 mediante el breve Quae in exploratam del papa Pío XI , derivando su territorio del vicariato apostólico de Egipto (hoy vicariato apostólico de Alejandría de Egipto).
El 27 de enero de 1951 asumió el nombre de vicariato apostólico de Puerto Saíd mediante el decreto Nuper Apostolicae Sedi de la Congregación para las Iglesias Orientales.
Después de veinte años de sede vacante, de 1958 a 1978, se unió in persona episcopi al vicariato apostólico de Alejandría de Egipto y al vicariato apostólico de Heliópolis de Egipto.
El 30 de noviembre de 1987, mediante el decreto Cum olim de la Congregación para las Iglesias Orientales, el vicariato apostólico fue suprimido y su territorio fue unido al del vicariato apostólico de Alejandría en Egipto.

## Estadísticas
Según el Anuario Pontificio 1981 el vicariato apostólico tenía a fines de 1980 un total de 375 fieles bautizados.
| Año                                                                             | Población            | Población | Población      | Sacerdotes | Sacerdotes    | Sacerdotes    | Bautizados por sacerdote | Diáconos permanentes | Religiosos | Religiosos | Parroquias |
| Año                                                                             | Bautizados católicos | Total     | % de católicos | Total      | Clero secular | Clero regular | Bautizados por sacerdote | Diáconos permanentes | Varones    | Mujeres    | Parroquias |
| ------------------------------------------------------------------------------- | -------------------- | --------- | -------------- | ---------- | ------------- | ------------- | ------------------------ | -------------------- | ---------- | ---------- | ---------- |
| 1970                                                                            | 259                  | 360 000   | 0.1            | 5          |               | 5             | 51                       |                      | 7          | 35         | 5          |
| 1980                                                                            | 375                  | ?         | ?              | 4          |               | 4             | 93                       |                      | 8          | 37         | 3          |
| Fuente: Catholic-Hierarchy, que a su vez toma los datos del Anuario Pontificio. |                      |           |                |            |               |               |                          |                      |            |            |            |

## Episcopologio
- Victor Colomban Dreyer, O.F.M. † (11 de marzo de 1927-24 de noviembre de 1928 nombrado delegado apostólico en Indochina)
- Ange-Marie Hiral, O.F.M. † (10 de abril de 1929-18 de enero de 1952 falleció)
- René-Fernand-Bernardin Collin, O.F.M. † (18 de enero de 1952 por sucesión-21 de diciembre de 1958 nombrado obispo de Digne)
  - Sede vacante (1958-1978)
- Egidio Sampieri, O.F.M. † (29 de abril de 1978-30 de noviembre de 1987 cesado)